# Castello di Taymouth

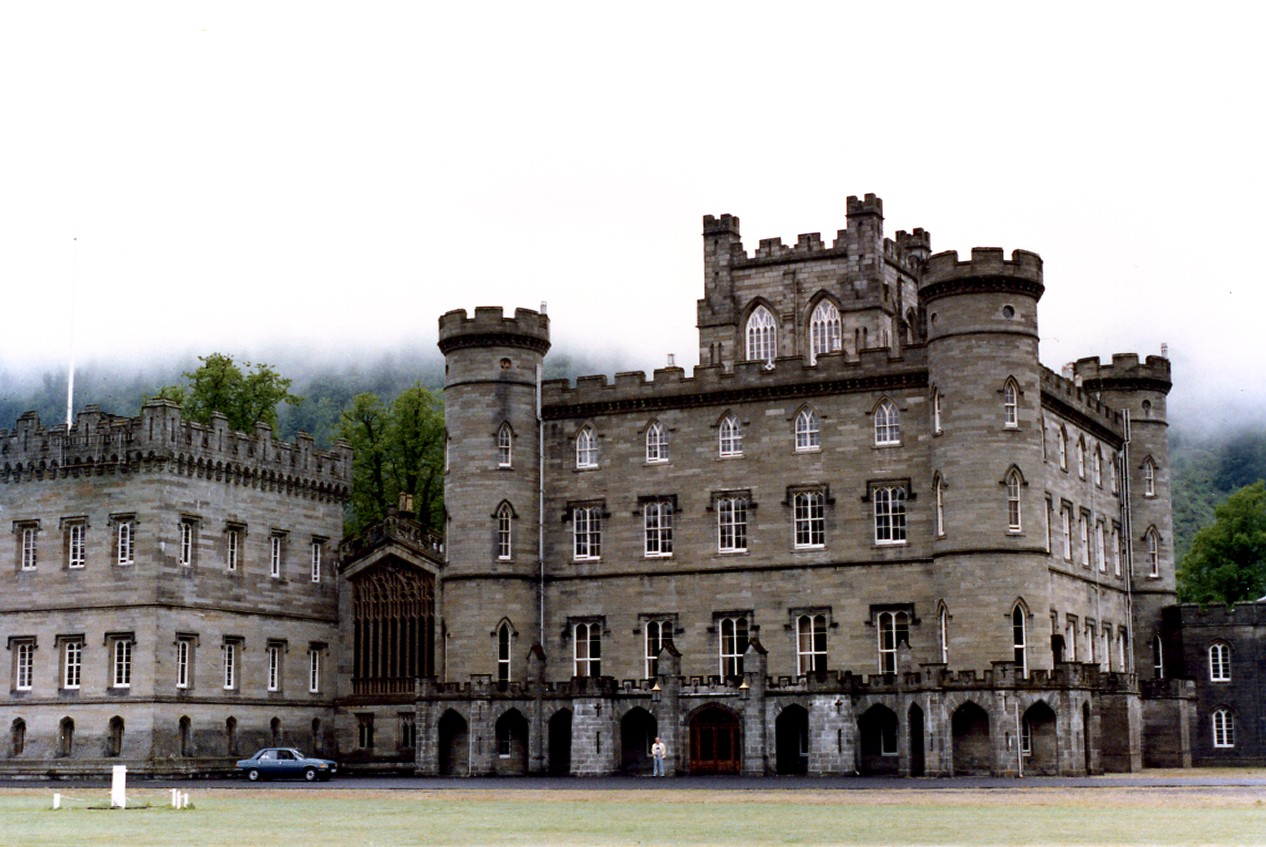
La facciata principale del castello

Il castello di Taymouth (in inglese Taymouth Castle) è uno storico edificio in stile neogotico della cittadina scozzese di Kenmore, località del Perthshire (Perth e Kinross) situata alla confluenza del fiume Tay con il Loch Tay (da cui il nome del castello):  eretto tra il 1802 e il 1842, fu la residenza dei signori di Breadalbane.
È classificato come castello di categoria "A".

## Storia
Il castello di Taymouth venne costruito a partire dal 1802 nel luogo dove un tempo si ergeva il Balloch Castle, che era stato realizzato nella metà o seconda metà del XVI secolo da Colin Campbell di Glenorchy e che venne demolito nel 1799. I giardini della tenuta erano invece stati realizzati nel 1732 dall'archietto William Adam.
Il corpo principale della nuova residenza venne realizzato dagli architetti James e Archibald Elliot tra il 1806 e il 1808. Per la realizzazione della scala e delle sale interne venne invece incaricato l'architetto Francis Bernasconi, che vi lavorò tra il 1809 e il 1812; le stanze vennero poi dipinte nel 1813 dea Charles Dixon.
I lavori proseguirono poi con la demolizione dell'ala orientale del castello preesistente e con la realizzazione di una nuova ala orientale tra il 1818-1819, ala che poi venne estesa nel 1823 su progetto dell'architetto  Atkinson. Lavorò poi alla realizzazione degli interni, tra il 1838 e il 1842, il celebre architetto Augustus Welby Northmore Pugin.
Complessivamente, i lavori di costruzione durarono quarant'anni. Nel 1842, anno in cui fu completata l'intea struttura, il castello venne visitato dalla regina Vittoria e dal principe Alberto.
Nel 1920, il castello venne trasformato in albergo di lusso con annesso campo da golf. In seguito, nel corso della seconda guerra mondiale, il castello di Taymouth venne adibito a ospedale per le truppe polacche.
A partire poi dagli anni ottanta del XX secolo, il castello ospitò una scuola frequentata da bambini statunitensi residenti in Europa, scuola che chiuse i battenti nel 1979.
In seguito, nel 1997 il castello venne messo all'asta per la cifra di partenza di 5,5 milioni di sterline. Nel 2004, venne iniziato un progetto per trasformare nuovamente il castello in un albergo di lusso; fu in seguito acquistato nel 2018 dal magnate John Paul DeJorja.

## Architettura

### Esterni
Il corpo principale del castello è costituito da quatro piani ed è sorretto da torri circolari di cinque piani.
I giardini del castello sono costellati di edifici vittoriani noti come "Kenmore Follies". Uno di questi è il Maxwell's Temple, costruito nel 1831 al posto di una struttura del XVIII secolo in memoria di Mary, contessa di Breadalbane.
Nei giardini vi si trova poi un ponte cinese realizzato in origine in legno nel 1794 e ricostruito in ferro nel XIX secolo che conduce a un sentiero lungo il fiume Tay. Vi si trova poi anche un tempio dedicato al dio Apollo.

### Interni
Al suo interno si trova una scala centrale che si erge per circa 100 piedi. Le stanze del castello sono arredate con quadri di Rubens, Tiziano e Van Dyk.

## Leggende
Secondo la leggenda, il castello di Taymouth sarebbe abitato da un fantasma noto come "Green Lady".
Si racconta che all'epoca in cui il castello era adibito a scuola, gli studenti volessero abbandonare la struttura in quanto spaventati da tali presunte presenze.

## Il castello di Taymouth nella cultura di massa
- Il castello di Taymouth fu una delle location del film del 1997, diretto da John Madden e con protagonisti Judi Dench e Billy Connolly, La mia regina (Mrs. Brown)[1]